# Савинов, Александр Иванович
Александр Иванович Сави́нов (1881, Саратов — 1942, Ленинград) — русский и советский живописец и педагог, прозванный «умиротворённым Врубелем». Отец художника Глеба Савинова, дядя писателя Бориса Пильняка.

## Биография
Александр Иванович Савинов родился в семье купца-лесоторговца. Учился в Саратовской гимназии. В 1897 году поступил в только что открытое Боголюбовское рисовальное училище, в котором занимался до 1900 года. Его учителями были В. В. Коновалова, Г. П. Сальвини-Баракки, Ф. Корнеев.
В 1901 году Александр Савинов уехал в Санкт-Петербург, где сначала поступил в Санкт-Петербургский университет на историко-филологическое отделение, но вскоре поступил в Высшее художественное училище при Академии художеств. Занимался у Д. Н. Кардовского и Я. Ф. Ционглинского. В 1908 году Александр Савинов окончил Высшее художественное училище с большой золотой медалью, представив конкурсную работу — внушительных размеров (235 на 606 см) полотно «Купание лошадей на Волге» (находилось в музее Академии художеств, с 1923 года в Русском музее). В 1909—1911 годах совершил поездку в Италию как пенсионер Академии художеств.
По возвращении из Италии Александр Савинов начал свою педагогическую деятельность, сначала в Рисовальной школе Императорского Общества поощрения художеств, затем в частной студии М. Д. Бернштейна. Участник выставок «Союза русских художников», «Мира искусства», «Нового общества художников», «Четыре искусства».
В 1913—1915 годах расписывал храм Спасителя в харьковском имении «Натальевка» миллионера-сахарозаводчика Павла Харитоненко.
После Февральской революции 1917 года Александр Савинов участвовал в мероприятиях по реорганизации Академии художеств, в числе первых он был избран профессором Петроградских государственных свободных художественно-учебных мастерских. Однако в конце года в связи со смертью матери возвратился в Саратов.
В 1922 году Александр Савинов возвратился в Петроград, где началась его многолетняя педагогическая работа в реформированной Академии художеств. Член Ленинградского Союза советских художников с момента его образования в 1932 году.
В 1924—1926 гг. вёл частную студию: среди его учеников Т. В. Шишмарёва, Т. Н. Глебова, А. И. Порет.
В 1927—1930 годах вместе с К. С. Петровым-Водкиным руководил монументальной мастерской, затем — персональной живописной мастерской, возглавлял кафедру композиции, был проректором по научной и учебной работе. Среди учеников Александра Савинова в разные годы были Алексей Пахомов, Михаил Натаревич, Дмитрий Мочальский, Евгений Чарушин, Людмила Рончевская и другие художники.

После начала Великой Отечественной войны Александр Савинов остался в блокадном Ленинграде, работал над плакатами и рукописью неоконченной книги «Работа художника над картиной». Принимал активное участие в подготовке к эвакуации музейных экспонатов Эрмитажа: 
В 1941 году Александр Савинов принимал деятельное участие в эвакуации Эрмитажа. Из-за нехватки времени драгоценные холсты нередко срезались с подрамников и сворачивались в трубки. Савинову было поручено демонтировать произведения Рембрандта. Отказавшись от скоростного метода, он несколько дней и ночей, лежа на полу, аккуратно вынимал старинные мелкие гвозди, крепившие холсты к подрамникам, и без единого повреждения упаковал шедевры любимого им великого мастера. Это и был его последний художественный акт любви и преданности искусству.
А. И. Савинов скончался 25 февраля 1942 года в блокадном Ленинграде на 61-м году жизни.

## Ученики
- Мыльников Андрей Андреевич (1919-2012)
- Аб Павел Ефимович (1902—1974)
- Анисович Владислав Леопольдович (1908—1969)
- Борискович Владимир Григорьевич (1905—1997)
- Горб Владимир Александрович (1903—1988)
- Глебова Татьяна Николаевна (1900—1985)
- Деблер Александр Адольфович (1908—1981)
- Малагис Владимир Ильич (1902—1974)
- Натаревич Михаил Давидович (1907—1979)
- Острова Лидия Александровна (род. 1914)
- Пакулин Вячеслав Владимирович (1900—1951)
- Порет Алиса Ивановна (1902—1984)
- Прошкин Анатолий Николаевич (1907—1986)
- Прошкин Виктор Николаевич (1906—1983)
- Рончевская Людмила Алексеевна (1907—1995)
- Савинов Глеб Александрович (1915—2000)
- Фролова-Багреева Лидия Фёдоровна (1907—1997)
- Чеснокова Александра Семёновна (1908—1988)
- Шишмарёва Татьяна Владимировна (1905—1994)
- Шмидт Александр Владимирович (1911—1987)
- Шолохов Леонид Сергеевич (1905—1967)
- Загреков Николай Александрович (1897—1992)

## Судьба наследия
Произведения художника находятся в Русском музее, в иных музеях и частных собраниях в России, Великобритании, Франции и других странах. В октябре 2022 года Музей русского импрессионизма организовал первую за многие годы персональную выставку А. И. Савинова.

## Комментарии
1. ↑  Известен восторженный отзыв Ильи Репина о картине: «Очаровательно: сколько света, сколько жизни. И при этом такой своеобразный тон библейской жизнерадостности!» Сам Савинов писал о ней матери: 

…Задачу я беру исключительно трудную, где форма, цвет и движение полны случайной, мгновенной красотой, едва уловимой, и требуют огромного опыта и солидных знаний. Волга ухает, когда в предвечернее знойно-томное время люди и животные бросаются в теплую воду, разбивают её в сверкающие брызги, а воздух насыщают плеском, визгом и скрытнострастным томлением разгоряченного тела. Волга ухает, стонет и играет, когда пожарные становятся кентаврами, а купающиеся бабы — наядами с белым сверкающим телом… Возрождается Пан, оживают сирены и трепещет, рвется к жизни великий первоисточник всего сущего — неисчерпаемый в своей щедрости пол…